# Don't You Fake It
Don't You Fake It är debutalbumet från amerikanska post-hardcore-bandet The Red Jumpsuit Apparatus. Det släpptes den 18 juli 2006 och nysläpptes 20 mars 2007.
Albumet är tillägnat Lachlan Pike, en vän till The Red Jumpsuit Apparatus trummis Jon Wilkes, som nästan dog i cancer. Titeln på albumet kommer från en textrad i "In Fate's Hands":
| ”                                           | Come dance with me, and don't you fake it | „ |
| – In Fate Hands, The Red Jumpsuit Apparatus |                                           |   |

## Låtlista
1. "In Fate's Hands" - 3:27
2. "Waiting" - 2:56
3. "False Pretense" - 2:27
4. "Face Down" - 3:10
5. "Misery Loves Its Company" - 3:14
6. "Cat and Mouse" - 3:27
7. "Damn Regret" - 2:44
8. "Atrophy" - 3:16
9. "Seventeen Ain't So Sweet" - 3:20
10. "Justify" - 3:26
11. "Your Guardian Angel" - 3:51

## I popkultur
- "In Fate's Hands" är med i Madden NFL 07.
- "Face Down" är med i filmen Employee of the Month från 2006.
- "Misery Loves Its Company" är med på soundtracket till Saw IV.
- "False Pretense" är med i filmen Never Back Down.
- "Face Down" kan höras i Lindsay Lohan-filmen Georgia Rule.
- "Face Down" är med i spelet Saints Row 2.